# Phare de Ponta do Sol
Le phare de Ponta do Sol est un phare situé sur Ponta do Sol à l'extrême nord de l'île de Santo Antão, du groupe des îles de Barlavento, au Cap-Vert. 
Ce phare géré par la Direction de la Marine et des Ports (Direcção Geral de Marinha e Portos ou DGMP) .

## Histoire
Ponta do Sol ou Ponta Oeste est le point le plus septentrional du Cap-Vert. Il est situé au nord de la ville de Ponta do Sol. 
Le phare a été construit autour du début du XXe siècle. Comme ce phare près de Janela n'est plus actif, il guide les navires à destination et en provenance du port de Porto Grande Bay, situé à São Vicente, et à la navigation côtière.

## Description
Le phare est une tour en poutrelles métalliques à base carré, avec galerie carrée de 10 m de haut, construite sur une base en béton. Il est peint en bandes horizontales rouges et blanches.
Il émet, à une hauteur focale de 15 m, un éclat blanc toutes les 4 secondes. Sa portée est de 9 milles nautiques (environ 17 km). Il fonctionne à l'énergie solaire.
Le phare de Ponta do Sol est situé près du bord de mer. Il ne se visite pas.
Identifiant : ARLHS : CAP-... ; PT-2004 - Amirauté : D2952 - NGA : 24088 .
|                             |
| Phare de Ponta do Sol, 2025 |

|                                                                |
| Piste de l'ancien aéroport avec le phare en arrière-plan, 2025 |

|              |
| Ponta do Sol |

### Lien connexe
- Liste des phares au Cap-Vert